# T'Challa (Universo cinematográfico de Marvel)
T'Challa es un personaje ficticio interpretado por Chadwick Boseman en el Universo cinematográfico de Marvel (MCU), basado en el personaje de Marvel Comics del mismo nombre, comúnmente conocido por su título designado de Pantera Negra. Se le representa como el rey de la nación africana de Wakanda. Utiliza un traje de vibranium avanzado y está imbuido de una fuerza sobrehumana y agilidad que le otorga la hierba en forma de corazón, como una bendición que le otorgó la  deidad patrona de Wakanda, Bast, de quien el rostro del manto de Pantera Negra asumido por los miembros reales elegidos es representativo y evocador.
Tras el asesinato de su padre T'Chaka, T'Challa se convierte en rey y se encuentra en medio de un conflicto entre los Vengadores. Tras descubrir que el culpable era Helmut Zemo, es sometido por T'Challa. El entra en conflicto con su primo Erik Stevens quien usurpa el trono, pero finalmente lo recupera y frustra el intento de Stevens de utilizar los vastos recursos tecnológicos de Wakanda para conquistar el mundo. T'Challa tiene un hijo con Nakia y durante el conflicto contra Thanos, lidera los ejércitos de Wakanda junto a los Vengadores, pero es víctima del Blip. Tras ser devuelto a la vida por los Vengadores, se une a ellos en una batalla final y victoriosa contra Thanos antes de reunirse con su familia. Sin embargo, T'Challa sucumbe a una enfermedad no revelada y fallece, su título pasa a su hermana menor, Shuri.
T'Challa apareció por primera vez en Capitán América: Civil War (2016) y participó en cuatro películas, haciendo su última aparición en Avengers: Endgame (2019). Después de que Boseman muriera de cáncer de colon en agosto de 2020, Kevin Feige confirmó que el personaje no sería recasteado ni se usaría un doble digital, y que no aparecerá en Black Panther: Wakanda Forever (2022). En cambio, se confirmó que T'Challa había muerto antes de los eventos de Wakanda Forever. La actuación de Boseman como T'Challa fue elogiada como uno de los primeros superhéroes negros en una película de gran presupuesto (a pesar de no estar en la primera película protagonizada por un superhéroe negro), recibiendo elogios de la crítica y la audiencia, y su película principal se convirtió en el novena película más taquillera de todos los tiempos.
Versiones alternativas de T'Challa dentro del multiverso del MCU aparecen en la primera temporada de la serie animada, What If...? (2021), con Boseman retomando póstumamente en su papel final. La más recurrente es una representación de T'Challa como Star-Lord, basada en el personaje de Marvel Comics del mismo nombre. En octubre de 2021, se reveló que una serie derivada centrada en Star-Lord / T'Challa quedó descartado debido a la muerte de Boseman.

## Concepto, creación y caracterización

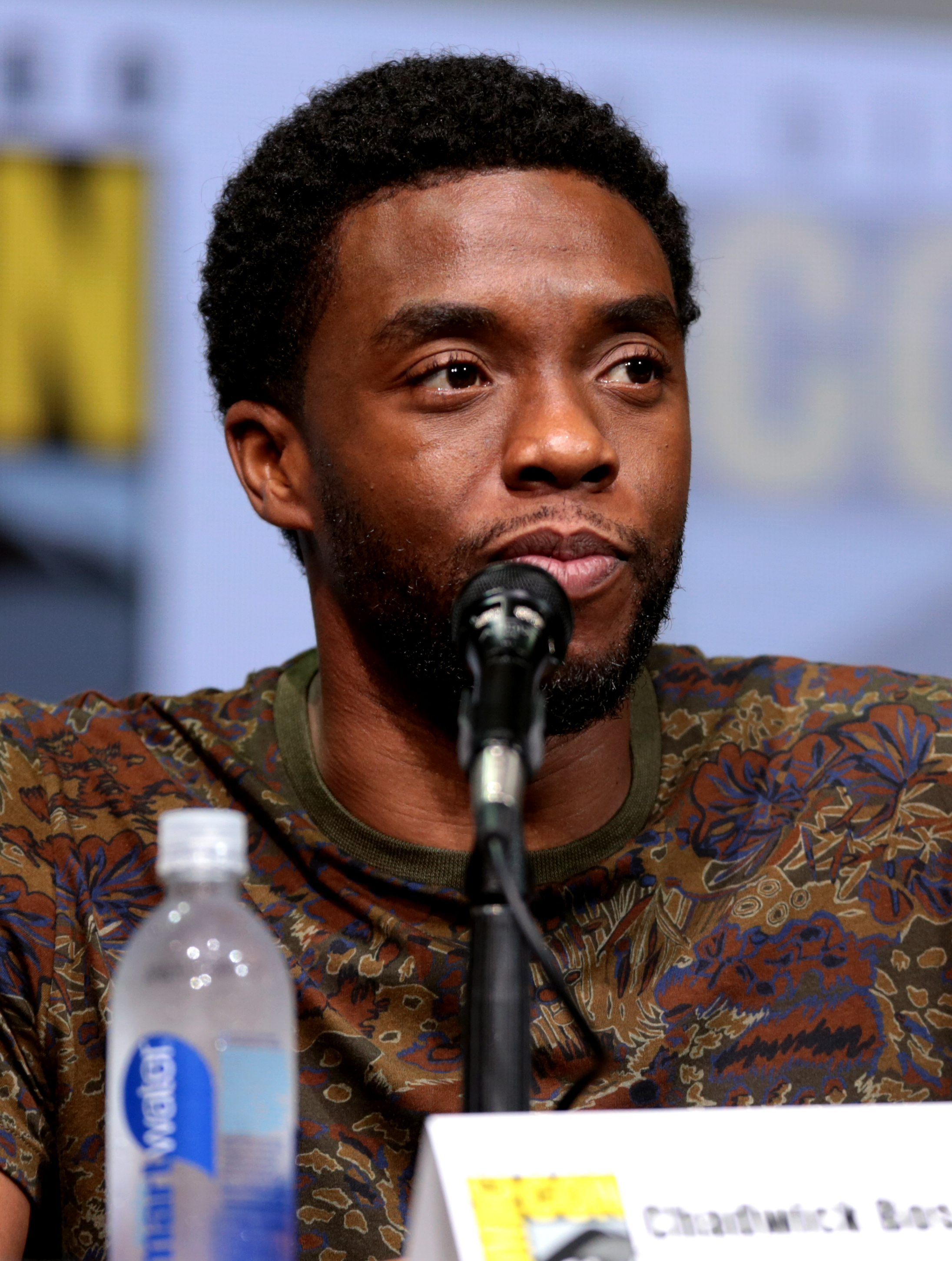
Actor que representó al personaje, Pantera negra, en las dos primeras películas de la saga Wakanda (UCM).

### Origen de los cómics
Stan Lee y Jack Kirby crearon a Pantera Negra debido al deseo de Lee a mediados de los años 60 de incluir más personajes africanos y afroamericanos en Marvel Comics. En una entrevista de 1998, Lee explicó su motivación: "No estaba pensando en los derechos civiles. Tenía muchos amigos que eran negros y teníamos artistas que eran negros. Entonces se me ocurrió… ¿por qué no hay héroes negros?”  El nombre, se inspiró en un héroe de aventuras pulp que tiene una pantera negra como ayudante. El arte conceptual original de Jack Kirby para Pantera Negra usó el nombre conceptual Coal Tiger.  Las influencias en el personaje incluyeron figuras históricas como el sultán Mansa Musa del Imperio de Malí del siglo XIV y el activista jamaiquino del siglo XX Marcus Garvey, así como figuras bíblicas como Ham y Canaan.
Hubo cierto debate interno en Marvel sobre qué tan lejos llegar con la introducción comercialmente arriesgada de un superhéroe negro. En la primera versión de la portada de Fantastic Four #52, Pantera Negra llevaba una capucha que dejaba al descubierto su rostro. En la versión publicada, la capucha se convirtió en una máscara facial completa. Las vistas previas en otros cómics no mostraban la portada en absoluto, lo que indica que Marvel no estaba seguro de cuánto revelar. Después de su debut en Fantastic Four # 52–53 (julio-agosto de 1966) y su posterior aparición como invitado en Fantastic Four Annual # 5 (1967) y con el Capitán América en Tales of Suspense # 97–100 (ene. – abril de 1968), Pantera Negra viajó desde la nación africana ficticia de Wakanda a la ciudad de Nueva York para unirse al equipo titular de superhéroes estadounidenses en The Avengers #52 (mayo de 1968), apareciendo en ese cómic durante los años siguientes.

### Adaptación al cine
En 2004, David Maisel fue contratado como director de operaciones de Marvel Studios, ya que tenía un plan para que el estudio autofinanciara películas. Marvel entró en una estructura de deuda sin recurso con Merrill Lynch, bajo la cual Marvel obtuvo $ 525 millones de dólares para hacer un máximo de 10 películas basadas en las propiedades de la compañía durante ocho años, garantizadas por ciertos derechos cinematográficos de un total de 10 personajes, incluido Pantera Negra.

### Casting y ejecución
Chadwick Boseman interpretó a T'Challa dentro del Universo Cinematográfico de Marvel, apareciendo por primera vez en Capitán América: Civil War (2016).  En la película, se le muestra teniendo mayor velocidad, agilidad, fuerza y durabilidad, que obtiene al ingerir la hierba en forma de corazón, como en los cómics. Su traje tiene garras retráctiles y está hecho de un tejido de vibranium, que puede desviar el fuego de ametralladoras pesadas y resistir ataques explosivos. Una versión más nueva de su traje también puede absorber energía cinética (representada como reflejos morados) y liberarla como una onda de choque de color púrpura claro después de que se haya acumulado suficiente energía. También se puede almacenar en un collar de plata. Boseman tenía un contrato de cinco películas con Marvel.
Durante los eventos de Civil War, motivado por la venganza por la muerte de su padre durante la firma de los Acuerdos de Sokovia en la ONU después de Avengers: Age of Ultron, T'Challa se une a la facción de Tony Stark para oponerse al Capitán América que esta protegiendo al Soldado del Invierno que estuvo implicado en el ataque. Sin embargo, T'Challa se entera de que el bombardeo en realidad fue organizado por Helmut Zemo para orquestar su propia venganza contra los Vengadores por crear sin darse cuenta la crisis de Sokovia que mató a su familia. Después de escuchar la confesión de Zemo cuando logró poner a Stark y Rogers uno contra el otro, T'Challa renuncia a su venganza mientras evita el suicidio de Zemo y se lo entrega al agente Everett K. Ross. T'Challa otorga refugio a Rogers y Barnes en Wakanda y al mismo tiempo ayuda en la recuperación de este último de su lavado de cerebro por parte de Hydra.
T'Challa es un príncipe de la nación africana de Wakanda, que gana fuerza mejorada al ingerir la hierba en forma de corazón, aliado con Stark. El productor Kevin Feige explicó que el personaje fue incluido "porque necesitábamos un tercero. Necesitábamos ojos nuevos que no estuvieran integrados con los Vengadores y que tuvieran un punto de vista muy diferente al de Tony o Steve". T'Challa se encuentra en las "fases iniciales de asumir" el manto de Pantera Negra, y aparece en más de un cameo, con un arco completo y un viaje de personajes con "su propio conflicto y su propia gente a la que está cuidando".  Boseman no hizo una audición para el papel, sino que tuvo una "discusión sobre lo que [Marvel] quería hacer y cómo lo vi y lo que quería hacer".  T'Challa se debate entre la necesidad de estar a la altura de las tradiciones y el legado de su padre y Wakanda, y cómo deben suceder las cosas en el presente.  Boseman desarrolló el acento Wakandiano él mismo y lo usó durante toda la producción "ya sea que estuviera frente a la cámara o no", mientras que el idioma de Wakanda se basó en el idioma Xhosa, que John Kani (quien interpretó a T'Chaka) le enseñó a Boseman.  El disfraz de Black Panther es una combinación de un disfraz práctico y efectos visuales, con un tejido de malla de vibranio similar a la cota de malla. La diseñadora de vestuario Judianna Makovsky calificó el disfraz de Black Panther como "difícil" ya que "necesitabas una especie de cuerpo felino, pero es difícil y práctico al mismo tiempo. Necesitabas una sensación de algún tipo de etnicidad allí, pero de un mundo [Wakanda] que realmente no estábamos creando todavía, por lo que no querías ir demasiado lejos y decir demasiado sobre ese mundo". Además, Makovsky sintió que crear el aspecto real de T'Challa fue "un desafío", evitando las túnicas africanas después de enterarse de que la realeza africana real generalmente "se educa en Occidente [y] se viste en Savile Row".
Boseman repitió el papel en Black Panther (2018).  En octubre de 2015, Joe Robert Cole estaba en negociaciones finales para escribir el guion de la película. En enero de 2016, se anunció que Ryan Coogler había sido contratado para dirigir la película, y luego se reveló que estaba coescribiendo el guion con Cole. El rodaje comenzó en enero de 2017 en Pinewood Studios en Atlanta, Georgia. La película se estrenó el 16 de febrero de 2018. Durante la historia de la película, después de completar el ritual de sucesión, T'Challa se enfrenta a la oposición de varios frentes a su nuevo cargo.
Boseman apareció como Black Panther nuevamente en Avengers: Infinity War (2018) y en Avengers: Endgame (2019). Boseman, junto con los otros actores de Black Panther, improvisaron sus cánticos de guerra en el set antes de la batalla en Wakanda. A pesar de que tanto Black Panther como Infinity War se filmaron al mismo tiempo, los Russo no estaban al tanto de los cánticos, ya que aún no habían visto imágenes de Black Panther, y sintieron que el momento fue "increíblemente genial".

#### Muerte de Chadwick Boseman
El 28 de agosto de 2020, Boseman murió después de una batalla de cuatro años contra el cáncer de colon. Marvel Studios no ha dado indicios de que tengan la intención de cancelar el lanzamiento de la próxima secuela de la primera película de Black Panther, por lo que actualmente se desconoce qué dirección tomará la película sin el protagonista de su predecesor. Los fanáticos se opusieron a la posibilidad de volver a presentar a otro actor como el personaje en la secuela de Black Panther y otros medios futuros de MCU en los que estaba programado que apareciera el personaje, una decisión que Marvel Studios negó que tomaría. Actualmente se desconoce cuánto material inédito se ha creado con Boseman interpretando al personaje. En noviembre de 2020, la jefa de producción de Marvel Studios, Victoria Alonso, negó que el estudio planee crear un doble digital de Boseman para Black Panther: Wakanda Forever, y que Marvel "pensaría en lo que vamos a hacer a continuación y cómo" en para "honrar la franquicia". El 10 de diciembre, Kevin Feige confirmó que el papel no se modificaría, sintiendo que la interpretación de Boseman "trascendía cualquier iteración anterior del personaje en el pasado de Marvel". En octubre de 2021, una serie derivada de What If...? centrado en la variante Star-Lord / T'Challa introducida en la serie se reveló que había estado en desarrollo temprano antes de la muerte de Boseman, lo que colocó al proyecto en el "limbo"; No obstante, el director de la serie, Bryan Andrews, expresó interés en que el spin-off se produzca "un día" en honor a Boseman, con un actor de voz diferente que interprete al personaje.

## Biografía del personaje ficticio

### Persecución de Bucky Barnes
T'Challa es presentado como el príncipe de Wakanda y acompaña a su padre y rey, T'Chaka a una conferencia de la ONU en Viena donde se ratificarán los Acuerdos de Sokovia que rigen la actividad de los superhéroes, tras un incidente en Lagos donde ciudadanos wakandianos murieron en una explosión causada por Los Vengadores. En medio de su discurso, una bomba explota y mata a su padre. Las imágenes de seguridad indican que el atacante es Bucky Barnes, a quien T'Challa promete matar. Steve Rogers y Sam Wilson rastrean a Barnes hasta Bucarest e intentan protegerlo de T'Challa y las autoridades, pero los cuatro, incluido T'Challa, son detenidos por la policía de Bucarest y James Rhodes. Haciéndose pasar por un psiquiatra enviado a entrevistar a Barnes, Helmut Zemo recita las palabras desencadenantes para activar el lavado de cerebro de Barnes y envía a Barnes a un alboroto para cubrir su propio escape. Barnes lucha brevemente contra T'Challa mientras huye del edificio, donde Rogers detiene a Barnes y lo escabulle, reclutando a varios otros Vengadores para que lo ayuden a perseguir a Zemo. Tony Stark lo recluta a su propio equipo que lo componen Natasha Romanoff, Rhodes, Visión y Peter Parker para capturar a los renegados. El equipo de Stark intercepta al grupo de Rogers en el aeropuerto de Leipzig/Halle, donde luchan (incluyendo enfrentamientos personales contra Barnes, Scott Lang como Giant-Man y Clint Barton), hasta que Romanoff inmoviliza a T'Challa para permitir que Rogers y Barnes escapen. Tras ello, informa del hecho al General Ross, haciendo que Romanoff pase a ser fugitiva. T'Challa rastrea a Rogers y Barnes hasta una instalación de Hydra en Siberia y descubre que Zemo es el verdadero responsable del bombardeo, abandonando sus deseos de venganza. Mientras Rogers y Barnes luchan contra Stark, T'Challa evita que Zemo se suicide y lo lleva ante las autoridades. T'Challa le otorga asilo a Barnes en Wakanda, donde Barnes elige volver al sueño criogénico hasta que se encuentre una cura para su lavado de cerebro.

### Rey de Wakanda
Tras la muerte de T'Chaka, T'Challa asume el trono. Regresando a Wakanda, él y Okoye, la líder del regimiento Dora Milaje, extraen a la espía y ex amante de T'Challa, Nakia, de una misión encubierta para que pueda asistir a su ceremonia de coronación con su madre, Ramonda, y su hermana menor, Shuri. En la ceremonia, el líder de la tribu Jabari, M'Baku, lo desafía en un combate ritual por la corona. Aunque M'Baku inicialmente tiene la ventaja, T'Challa logra derrotarlo y lo convence de rendirse en lugar de morir.
Cuando descubre que Ulysses Klaue y su cómplice Erik Stevens roban un artefacto wakandiano de un museo de Londres, su amigo y amante de Okoye, W'Kabi, lo insta a traer a Klaue con vida. T'Challa, Okoye y Nakia viajan a Busan, Corea del Sur, donde Klaue planea vender el artefacto al agente de la CIA Everett K. Ross. Se desata un tiroteo y Klaue intenta huir, pero es atrapado por T'Challa, quien a regañadientes lo deja bajo la custodia de Ross. Erik ataca y rescata a Klaue; Ross queda gravemente herido protegiendo a Nakia. En lugar de perseguir a Klaue, T'Challa lleva a Ross a Wakanda, donde su tecnología puede salvarlo. Mientras Shuri cura a Ross, T'Challa confronta a Zuri sobre su tío N'Jobu. Zuri explica que N'Jobu planeó compartir la tecnología de Wakanda con personas afrodescendientes de todo el mundo para ayudarlos a combatir a sus opresores. Cuando T'Chaka arrestó a N'Jobu, este último atacó a Zuri y obligó a T'Chaka a matarlo. T'Chaka le ordenó a Zuri que mintiera que N'Jobu había desaparecido y dejó atrás al hijo estadounidense de N'Jobu para mantener la mentira. Este niño creció y se convirtió en Stevens, un soldado estadounidense de operaciones encubiertas que adoptó el nombre de "Killmonger". Mientras tanto, Killmonger mata a Klaue y lleva su cuerpo a Wakanda. Es llevado ante los ancianos de la tribu, revelando que su identidad es N'Jadaka y reclama el trono. Killmonger desafía a T'Challa a un combate ritual, donde mata a Zuri, derrota a T'Challa y lo arroja por una cascada hacia su presunta muerte. Killmonger ingiere la hierba en forma de corazón y ordena que se incinere el resto, pero Nakia rescata una de ellas antes de escapar.
Nakia, Shuri, Ramonda y Ross huyen a la tribu Jabari en busca de ayuda. Encuentran a un T'Challa en coma, rescatado por los Jabari en pago por salvarle la vida a M'Baku. Mientras es curado por la hierba de Nakia, T'Challa confronta a su padre en el plano astral, asegurando que luchara para reparar su error. Regresa para luchar contra Killmonger, quien se pone su propio traje de Pantera Negra. Luchando en la mina de vibranium de Wakanda y por gracias a los estabilizadores de transporte, T'Challa interrumpe el traje de Killmonger y lo apuñala. Killmonger se niega a ser curado y elige morir como un hombre libre en lugar de ser encarcelado. T'Challa establece un centro de divulgación en el edificio donde murió N'Jobu, para ser dirigido por Nakia y Shuri. En una escena de mitad de créditos, T'Challa aparece ante las Naciones Unidas para revelar la verdadera naturaleza de Wakanda al mundo.

### Conflicto contra Thanos
En 2018, T'Challa entrega un nuevo brazo robótico a Barnes. Luego le da la bienvenida a Rogers, Romanoff, Wilson, Rhodes, Bruce Banner, Maximoff y Visión cuando llegan a Wakanda, para que Shuri pueda trabajar en extraer la gema de la mente de Visión. Él, junto con el ejército de Wakanda, los Jabari, Barnes, Rogers, Romanoff, Wilson, Rhodes y Banner luchan contra el ataque de los Outriders que se aproxima y es testigo de la llegada de Thor, Rocket y Groot. Sin embargo, Thanos llega a Wakanda y completa y activa el Guantelete del Infinito, matando a la mitad de toda la vida en el universo. Como resultado, T'Challa es una de las víctimas junto con Barnes, Wilson, Maximoff y Groot.
En 2023, T'Challa vuelve a la vida cuando los Vengadores supervivientes revierten el chasquido gracias a un nano guantelete activado por Banner. Él y el ejército de Wakanda son llevados por Stephen Strange al destruido Complejo de los Vengadores para unirse a la batalla final contra una versión alternativa de 2014 de Thanos. Es uno de los Vengadores que lleva el Guantelete en relevo para alejarlo de Thanos. T'Challa luego asiste al funeral de Tony Stark, luego de que sacrificara su vida para derrotar a Thanos y su ejército.

### Muerte y legado
Tiempo después, T'Challa muere de una enfermedad no especificada que Shuri creía que podría haber sido curada por una versión sintética de la hierba en forma de corazón. Se revela que antes de morir, tuvo un hijo con Nakia, Toussaint, quien es criado en Haití por Nakia, ya que ambos acordaron que sería mejor para él crecer lejos de la presión de vivir en Wakanda. T'Challa pidió que, en caso de una muerte prematura, los dos no asistieran a su funeral, por lo que celebraron su propia ceremonia en Haití. Shuri luego se convierte en la nueva Pantera Negra, y después de su batalla con el rey de Talokan Namor, Nakia le presenta a Toussaint, quien revela que su nombre wakandiano es T'Challa, como su padre.

## Versiones alternativas
Varias versiones alternativas de T'Challa aparecen en la serie animada What If...?, con Boseman retomando su papel y Maddix Robinson interpretando una versión más joven de él. Fue uno de los últimos trabajos que realizó Boseman antes de su muerte. 

### Star-Lord
En un 1988 alternativo, los Devastadores son enviados a la Tierra por el Celestial Ego para recuperar a su hijo Peter Quill. Sin embargo, los secuaces de Yondu Udonta, Kraglin y Taserface, secuestran por error a un joven T'Challa que accede a unirse a ellos en la exploración de la galaxia.
20 años después, T'Challa se convierte en un famoso mercenario forajido galáctico conocido como "Star-Lord". Reestructuró a los Devastadores para que fueran como los Hombres Alegres, detuvo el robo del banco en Tarnax IV con algunos Skrulls heridos, proporcionó armamento a la Resistencia de Ankaran, salvó a los Kylosianos de los Kree y convenció a Thanos de no diezmar a la mitad del universo  haciendo que se uniera a los Devastadores.
Después de adquirir el Orbe que contiene la Gema del Poder en Morag y obtener a su admirador Korath el Perseguidor como nuevo recluta, T'Challa y los Devastadores se dirigen a un bar en Contraxia. T'Challa luego conoce al cantinero Drax, quien le agradece por salvar a su familia. Luego, Nébula se acerca a los Devastadores, quien propone un atraco para robar las Brasas del Genesis; una forma de polvo cósmico capaz de terraformar ecosistemas. Nébula y Yondu se encuentran con Taneleer Tivan en Knowhere, mientras T'Challa se infiltra en su colección para encontrar las Brasas.
Descubre una nave espacial de Wakanda que contiene un mensaje de su padre, T'Chaka. Nébula aparentemente traiciona a los Devastadores, lo que lleva a que T'Challa sea capturado y exhibido para la evaluación de Tivan. Más tarde rescata a los Devastadores y revela que ella y T'Challa planearon una artimaña para poder adquirir las Brasas. T'Challa logra escapar de su confinamiento y lucha contra Tivan con la ayuda de Udonta. Los dos atrapan a Tivan en su propia pantalla antes de entregar el control a su asistente Carina. Luego, los Devastadores se dirigen a la Tierra, donde T'Challa se reúne con sus padres y su hermana menor en Wakanda.
T'Challa lleva a los Devastadores a luchar contra Ego en la Tierra y salvar a Peter Quill antes de que el Vigilante emerja y lo reclute para unirse a los Guardianes del Multiverso con la misión de derrotar a una variante de Ultrón que intenta destruir la realidad. T'Challa se une al Doctor Strange Supreme, la Capitana Carter, Thor, Gamora y Killmonger en una batalla contra Ultron. Durante la pelea, T'Challa roba la Gema del Alma para reducir los poderes de Ultrón, pero los Guardianes aún están abrumados. Eventualmente tienen éxito después de que Natasha Romanoff inyecta la conciencia analógica de Arnim Zola en la IA de Ultron, apagándolo. T'Challa regresa a su universo y le enseña a Quill cómo disparar un bláster.

### Brote de zombis
En un 2018 alternativo, T'Challa acompaña a los Vengadores a San Francisco en un intento de contener un virus cuántico liberado involuntariamente por Hank Pym y Janet van Dyne. Mientras los Vengadores son atacados y convertidos en zombis, T'Challa es rescatado por Visión, pero pronto se entera de que Visión solo lo salvó para poder recolectar el cuerpo de T'Challa para la infectada Wanda Maximoff. Cuando los sobrevivientes restantes llegan a la base de Visión, Bucky Barnes descubre que a T'Challa le falta la pierna derecha. Mientras la mayoría de los héroes se sacrifican para defenderse de Maximoff y el resto de los zombis, T'Challa, junto con Peter Parker y Scott Lang, toman el Quadjet a Wakanda, con la esperanza de usar la gema de la mente de Visión para encontrar una manera de curar a la población. Sin que ellos lo sepan, Wakanda también ha sido infectada y tomado por un Thanos zombificado.

### Guerra EE. UU - Wakanda
En un 2010 alternativo, T'Challa intenta tender una emboscada a Ulysses Klaue, que está vendiendo vibranio robado a James Rhodes (en representación del ejército de los Estados Unidos). Sin embargo, Killmonger lo atrae primero, quien procede a matar tanto a T'Challa como a Rhodes, lo que desencadena un conflicto entre los Estados Unidos y Wakanda. Mientras se lleva a cabo un funeral para T'Challa en Wakanda, Killmonger convence a los habitantes de Wakanda de que Rhodes mató a T'Challa y se gana su confianza. Después de ingerir la hierba en forma de corazón, Killmonger se encuentra con el espíritu de T'Challa en el Reino Ancestral, donde le advierte a Killmonger que su sed de poder eventualmente lo consumirá.

## Recepción
La actuación de Boseman como T'Challa/Black Panther no solo ha recibido elogios de la crítica y el público, sino que se ha vuelto significativa como uno de los primeros superhéroes afrodescendientes en obtener un papel protagónico en una película de gran presupuesto. Con el debut de T'Challa en el MCU en Capitán América: Civil War, Eliana Dockterman, escribiendo para Time, describió la importancia del personaje y escribió que intrigaba al público en un papel secundario.  Dos años más tarde, Jamil Smith, también de Time, escribió que el personaje de T'Challa y la película Black Panther en general eran importantes, ya que mostraban "lo que significa ser negro tanto en Estados Unidos como en África y, más ampliamente, en el mundo". Describe a T'Challa como un "rey africano ficticio con el poder de guerra tecnológico para destruirte o, peor aún, la riqueza para comprar tu tierra" y argumentó que la película encarnaba "las respuestas más productivas al fanatismo" al mostrar el potencial de minorías, especialmente las de ascendencia negra. Asimismo, Todd McCarthy de The Hollywood Reporter elogió la actuación de Boseman y afirmó que "ciertamente se mantiene firme" entre las sólidas actuaciones de otros actores en la película.